# Megaphorus clausicellus
Megaphorus clausicellus là một loài ruồi trong họ Asilidae. Megaphorus clausicellus được Macquart miêu tả năm 1850.